# Megaselia luteicoxa
Megaselia luteicoxa är en tvåvingeart som beskrevs av Borgmeier 1962. Megaselia luteicoxa ingår i släktet Megaselia och familjen puckelflugor. Inga underarter finns listade i Catalogue of Life.